# مونته کریستو (بولیوار)
مونته کریستو (انگلیسی: Montecristo, Bolívar) نام شهری در کشور کلمبیا است.